# Tzajalá
Tzajalá är en ort i Mexiko.   Den ligger i kommunen Ocosingo och delstaten Chiapas, i den sydöstra delen av landet, 800 km öster om huvudstaden Mexico City. Tzajalá ligger 1 292 meter över havet och antalet invånare är 260.
Terrängen runt Tzajalá är lite bergig. Runt Tzajalá är det ganska tätbefolkat, med 75 invånare per kvadratkilometer. Närmaste större samhälle är Ocosingo, 17,9 km nordost om Tzajalá. I omgivningarna runt Tzajalá växer i huvudsak städsegrön lövskog.